# Fluorita
La fluorita (también denominada espato flúor o fluorina) es un mineral del grupo III (halogenuros) según la clasificación de Strunz, formado por la combinación de los elementos calcio y flúor, de fórmula CaF2 (fluoruro de calcio). Su estructura cristalina pertenece al sistema cúbico, grupo espacial Fm3m y se presenta con hábito cúbico, octaédrico y rombododecaédrico. Es un mineral que presenta propiedades físicas de termoluminiscencia y fluorescencia (frente a la luz  ultravioleta). En la industria, la fluorita se emplea principalmente como fundente en la metalurgia del hierro y del acero. Se utiliza igualmente como fuente de flúor y ácido fluorhídrico, en el esmaltado de la cerámica y en la fabricación de algunos tipos de vidrios ópticos. La belleza de los ejemplares que pueden encontrarse en muchos yacimientos hace que sea un mineral muy apreciado por los museos y coleccionistas particulares.

## Historia
La fluorita llamó la atención por sus colores vivos. Se conocen sellos sumerios elaborados con fluorita, y los romanos la utilizaron ampliamente en la elaboración de objetos decorativos. Su uso como fundente, para aumentar la fluidez de las escorias de metalurgia, ya fue descrito por Agrícola en 1530. El nombre de fluorita deriva del latín fluere que significa fluir, indicando precisamente este uso, que todavía continúa vigente. Del Flúores lapides de Agrícola pasó a fluores  con Boëtius de Boodt y a fluorite con Napione.
En 1676, el naturalista alemán  Johan Sigmund Elsholtz describió la emisión de luz por la fluorita cuando se calentaba (termoluminiscencia). En 1852, George Gabriel Stokes observó la emisión de luz visible cuando la fluorita procedente de la localidad de Alston Moor se iluminaba con luz ultravioleta, describiendo el fenómeno como la absorción de luz de determinada longitud de onda y la emisión simultánea de luz de una longitud de onda mayor, y dándole el nombre de fluorescencia, derivado del mineral.
El estudio químico de la fluorita fue iniciado por Andreas Sigismund Marggraf, quien en 1764 descubrió que si se calentaba la fluorita en polvo mezclada con ácido sulfúrico se corroía la retorta de vidrio, a la vez que se desprendía un gas que, al ser recogido sobre agua, daba lugar a la formación de un precipitado blanco con aspecto terroso. En 1771, Carl Wilhelm Scheele dedujo que el ácido sulfúrico liberaba otro ácido de la fluorita, que en el mineral  estaba unido a la cal, y que al reaccionar  con el agua depositaba sílice gelatinosa. Realmente lo que se desprendía era una mezcla ácido fluorhídrico y ácido fluorosilícico, formado en la corrosión del vidrio por el primero de ellos, mezcla que Scheele estudió detenidamente, preparando varios fluoruros.
En las antiguas clasificaciones mineralógicas, la fluorita formaba parte de los espatos, de modo que recibía el nombre de espato flúor. Otros minerales semejantes  en su apariencia exterior y con presencia de exfoliación, aunque no tuvieran relación en cuanto a su composición química, también recibían el nombre de espatos, como el espato pesado, (baritina), el espato calizo o espato de Islandia  (calcita) y el espato selenítico (yeso).

## Características físicas y químicas

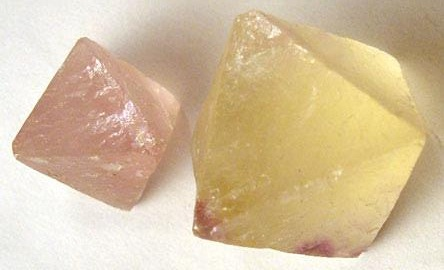
Fragmentos de fluorita de forma octaédrica obtenidos por exfoliación

La fluorita es un mineral que tiene una dureza 4 en la escala de dureza de Mohs (se puede rayar con un cuchillo de acero). Tiene exfoliación perfecta según las caras de octaedro, por lo que se pueden obtener fragmentos con esta forma (que no son auténticos cristales) con cierta facilidad. Los fragmentos de exfoliación se distinguen con facilidad de los cristales auténticos por la textura de las caras. Cuando está en forma de polvo se descompone por la acción de los ácidos fuertes, como el ácido sulfúrico, desprendiendo ácido fluorhídrico, extraordinariamente agresivo químicamente y también muy tóxico.

## Estructura cristalina

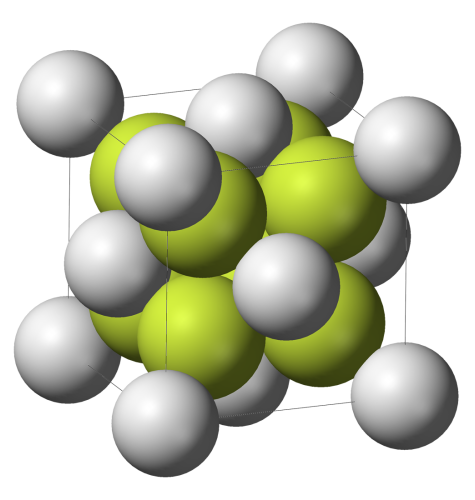

La estructura de la fluorita fue una de las primeras que se determinaron mediante difracción de rayos X, por William Lawrence Bragg, en 1913. En la estructura cristalina de la fluorita cada ion de calcio (Ca++) se encuentra rodeado por ocho iones de flúor (F-) en los vértices del cubo. Es la estructura que muestran varios fluoruros, óxidos y oxifluoruros. Su estructura cristalina es tan habitual en la naturaleza que en muchas ocasiones se referencia con la estructura tipo de la fluorita.
Los iones de calcio ocupan la estructura compacta cúbica, mientras los iones flúor ocupan las posiciones tetraédricas. Los únicos iones en la red cristalina que se encuentran en contacto son los iones flúor F-F (2,7 Å es decir dos veces el radio atómico del ion F-) mientras la distancia entre dos Ca++ es 3,8 Å (comparable con el radio del ion calcio). El ratio entre radios iónicos es tal que: 
{\displaystyle {\frac {R_{Ca^{++}}}{R_{F^{-}}}}=0,73}
Es por esta razón por la que se prefiere describir la estructura cristalina como una red cúbica simple de iones flúor, entre las posiciones alternas de coordinación cúbica se encuentran los iones Ca++.

## Morfología cristalina
Las formas dominantes en los cristales de fluorita son el cubo  {100}  (mucho más frecuentes que las otras) el octaedro  {111}  y, muy raramente, el rombododecaedro  {110}  o algún tetrahexaedro  {hk0}, siendo el más frecuente el   {310} y más raro el   {410}. Son muy frecuentes las combinaciones del cubo dominante con modificaciones del rombododecaedro, y las del octaedro dominante con el cubo y/ con el rombododecaedro. Las caras de los trapezoedros  {hll}, especialmente   {311} , trisoctaedros  {hhl}  y hexaoctaedros  {hkl} solamente se encuentran como pequeñas modificaciones de las figuras más comunes. En general, se considera que los cristales cúbicos se forman a temperaturas bajas y grados de sobresaturación altos, mientras que los cristales octaédricos se forman a temperaturas elevadas y grados de sobresaturación bajos.

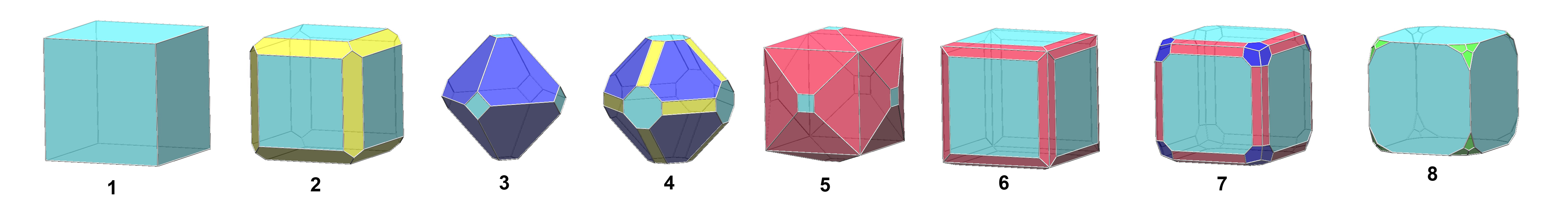
Morfología de cristales de fluorita. 1: cubo {100}; 2: combinación de cubo con rombododecaedro {110}; 3: octaedro {111} dominante combinado con cubo; 4: Octaedro combinado con cubo y con rombododecaedro; 5: tetrahexaedro {310} dominante combinado con cubo; 6: Cubo dominante modificado por tetrahexaedro {310} ; 7: cubo dominante modificado por tetrahexaedro {310} y por trapezoedro {311}; 8 cubo dominante modificado por trisoctaedro {221}

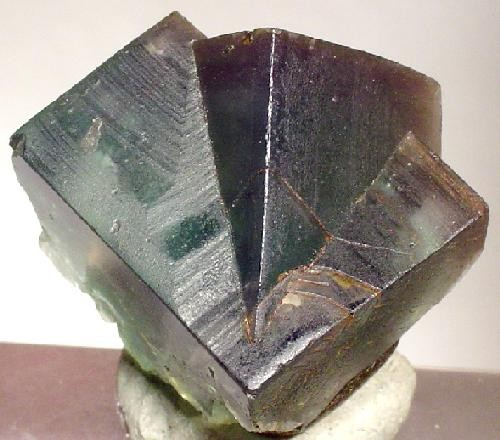
Macla por interpenetración de dos cristales cúbicos de fluorita. Mina Heights, Weardale, Durham, Inglaterra.

Los cristales de fluorita pueden aparecen formando maclas de interpenetración de dos cristales según las caras de octaedro, {111}. Las morfologías de las maclas son claramente distintas dependiendo de si están formadas por dos cubos o por dos octaedros. En el primer caso resulta evidente la existencoa de la macla de penetración y la morfología de los cristales individuales, mientras que en el segundo la presencia de la llamada macla de la espinela hace la distinción morfológica más difíciel, especialmente si los cristales constituyentes están aplanados según las caras de {111}.

## El color en la fluorita
La fluorita, fluoruro de calcio, es en principio una substancia incolora. Sin embargo, en la naturaleza, la fluorita presenta una gran variedad de colores. La más habitual es la violeta de distintos tonos, desde el rosado pálido a un violeta muy oscuro, que hace al ejemplar prácticamente opaco. También son comunes los tonos amarillos melados, azules, verdes y rosas. El origen del color de la fluorita se lleva discutiendo desde hace, al menos 200 años. Un factor que complica esta discusión es que en muchos casos, colores semejantes tienen orígenes diferentes. En general, el color de la fluorita está condicionado por su contenido en elementos del grupo de las tierras raras, combinado con el efecto de las radiaciones ionizantes y con  la historia térmica de los ejemplares. Si solamente se considera el contenido de elementos de las tierras raras, no hay una relación directa entre los que se encuentran presentes, su concentración y el color.
El color violeta muy oscuro, casi negro, tiene un origen bien conocidoː el efecto de la radiactividad, que rompe los enlaces entre el flúor y el calcio, liberando flúor elemental, que queda atrapado en la fluorita,   y dejando un electrón libre asociado al ion calcio para mantener su neutralidad. Este electrón puede alcanzar estados excitados, absorbiendo longitudes de onda específicas, lo que produce el color. Este tipo de centros de color recibe el nombre de centro F. El flúor elemental se libera cuando la fuorita se rompe, dando lugar a un olor característico, que hace que este tipo de fluorita reciba el nombre de antozonita.

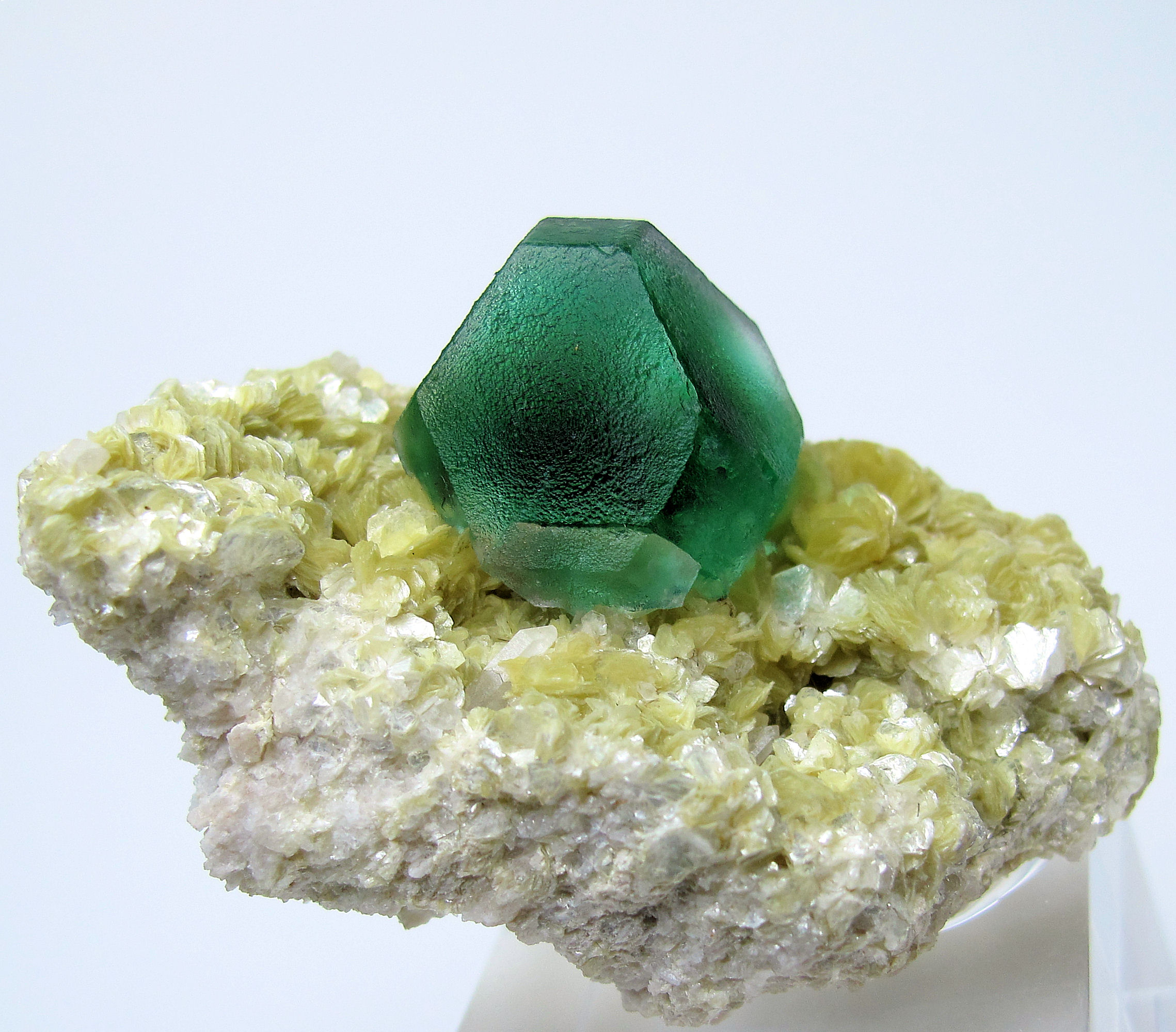
Fluorita verde procedente de las montañas Erongo, en Namibia. El cristal está formado por el octaedro como figura dominante, modificado en los vértices por pequeñas caras de cubo

En algunas ocasiones, el color puede deberse a la presencia de elementos  de las tierras raras, como el iterbio, o el itrio. El color azul claro está producido por centros de color en los que  un ion Y3+ substituye a un Ca++. El color verde se considera habitualmente producido por la presencia de samario en forma de Sm++, según se ha confirmado en la fluorita verde procedente de Castelsilano y en la llamada fluorita verde cromo brasileña, que no contiene cromo y que debe su color a la tierra rara indicada. En cambio, el color verde de la fluorita de la mina Felix, en Azusa, condedo de Los Ángeles, California (USA), debe su color a  centros F en presencia de iones de Y2+. El color rosado de la fluorita de la mina de Huanzala, en Perú, se debe a la presencia de un ion molecular O23- estabilizado por otro Y3+ vecino, combinado con centros F asociados también con itrio.

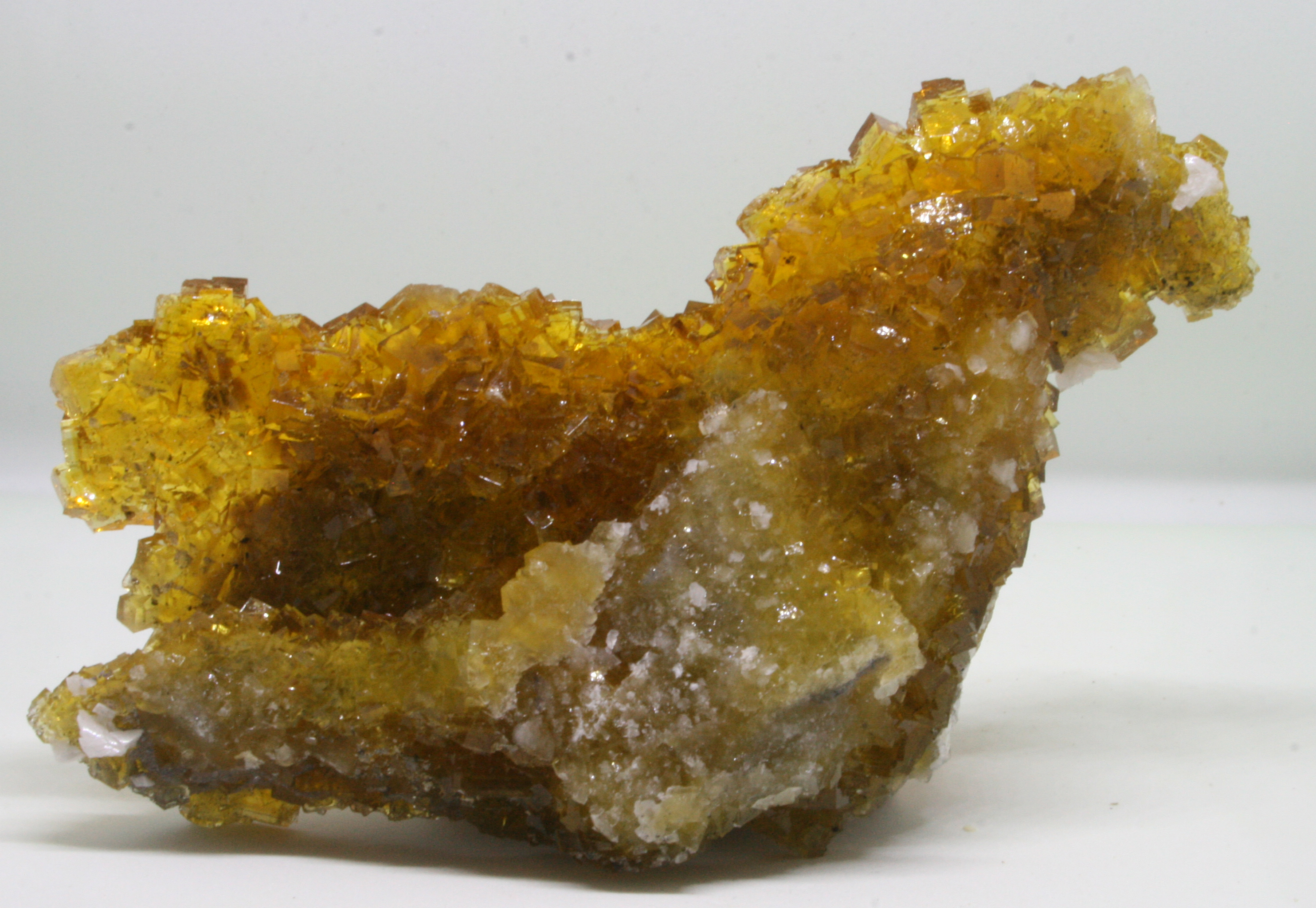
Cristales cúbicos de fluorita de color amarillo. Mina Moscona, Solís (Asturias) España.

El color amarillo de la fluorita de origen hidrotermal de los filones de baritina-fluorita de Erzgebirge (Alemania) se debe a la presencia de centros O3-, formados en el momento de la precipitación de la fluorita, y no por acciones posteriores. El mecanismo, en el que intervendría la peroxidación de trazas de cerio, podría aplicarse a la fluorita amarilla de otros yacimientos.

## Fosforescencia y fluorescencia
Algunos tipos de fluorita son capaces de emitir luz, haciéndose visibles en la oscuridad,  en determinadas circunstancias. Edward Daniel Clarque observó que la fluorita verde de una mina del condado de  Durham, en Reino Unido, era capaz de emitir luz de color violeta cuando se calentaba a la temperatura de ebullición del agua, y todavía más si se depositaba molida sobre una placa de hierro muy caliente. También hizo notar que el color observado por transparencia era verde esmeralda, mientras que por reflexión era azul zafiro. Esta diferencia de colores se debía a que el color observado por reflexión era en buena parte el producido por fluorescencia. 
El color verde de la fluorita de la mina de Durham se debe a la presencia de centros de color con  Sm++, que absorben el azul y el rojo, mientras que el color azul observado por reflexión se debe a la fluorescencia producida por el  Eu++. Dado que la fluorescencia se define como la emisión de luz por una substancia como resultado de su iluminación con una radiación de longitud de onda menor, como la luz ultravioleta o los rayos X, para hablar propiamente de la observación de la fluorescencia en la fluorita fue necesario descubrir primero la existencia de la luz ultravioleta. Georges gabriel Stokes consiguió, mediante el uso de prismas de cuarzo y filtros de vidrio y de distintas disoluciones, aislar la zona del espectro más allá del violeta, observando el efecto de iluminar con ella distintas substancias, entre ellas la fluorita de Alston Moor.

## La fluorita como mineral industrial

### Producción
La producción mundial del fluorita es del orden de los 4,5 millones de toneladas anuales. El principal productor mundial de fluorita es China, de una forma muy destacada ya que su producción representa más del 60 del total mundial. Por detrás  de China se sitúa México (exporta del 60 al 75% de su producción total de fluorita). La mina Las Cuevas, a 40 km al E de San Luis Potosí, es la mayor de México, y es responsable, ella sola, del 7% de la producción mundial. Se considera el mayor yacimiento de fluorita existente en el mundo. También son productores significativos de fluorita Mongolia, Sudáfrica, Namibia, España y Rusia. En Europa, la principal zona de producción de fluorita es Asturias, en el norte de España, con yacimientos explotados en los concejos de Caravia, Ribadesella, Siero, Llanera y Corvera de Asturias. El lavadero en el que se procesa el mineral está situado en las inmediaciones de Berbes, en Ribadesella. Otras explotaciones en las provincias de Córdoba y Barcelona se encuentran abandonadas hace tiempo.

### Usos
La fluorita tiene tres usos principales, y se dedica a uno u otro dependiendo de la calidad que se obtenga tras su tratamiento. 
- La utilización menos exigente en cuanto a calidad es la metalurgia. La fluorita de  grado metalúrgico se emplea en siderurgia como fundente y como agente escorificador.[26]
- La siguiente calidad es la llamada de grado cerámico, destinada a la fabricación de vidrios y esmaltes cerámicos. También se utiliza en la fabricación de fibra de vidrio, y en la obtención del zinc y del magnesio.[26]
- La calidad superior, que representa además el consumo más importante, es la de grado ácido, destinada a la fabricación de ácido fluorhídrico. El ácido fluorhídrico procedente de la fluorita se utiliza en la elaboración de un gran grupo de sustancias. El 60 %  (1 millón de toneladas al año) del ácido fluorhídrico producido se destina a la fabricación de substancias fluorocarbonadas, para usos como propelentes, gases para equipos de refrigeración, disolventes, agentes extintores de fuego y productos farmacéuticos. También es fundamental para la fabricación de criolita sintética (el único yacimiento importante de criolita natural se agotó hace tiempo), material que es indispensable para la obtención del aluminio por electrólisis.[26]

La fluorita tiene otros usos, cuantitativamente menos importantes, pero de cierta relevancia. La fluorita macrocrista libre de inclusiones de otros minerales se considera de "calidad óptica", para fundirla y fabricar con ella lentes para aplicaciones especiales. Además, la fluorita de colores vistosos, homogénea o bandeada, se talla como gema. Se emplea como material pétreo en las obras lapidarias.También se emplea en colgantes, broches o aretes. Tiene en su contra su fragilidad y muy fácil exfoliación, lo que hace que las gemas sean "de colección" , más que de uso.

## La fluorita como mineral de colección y decoración

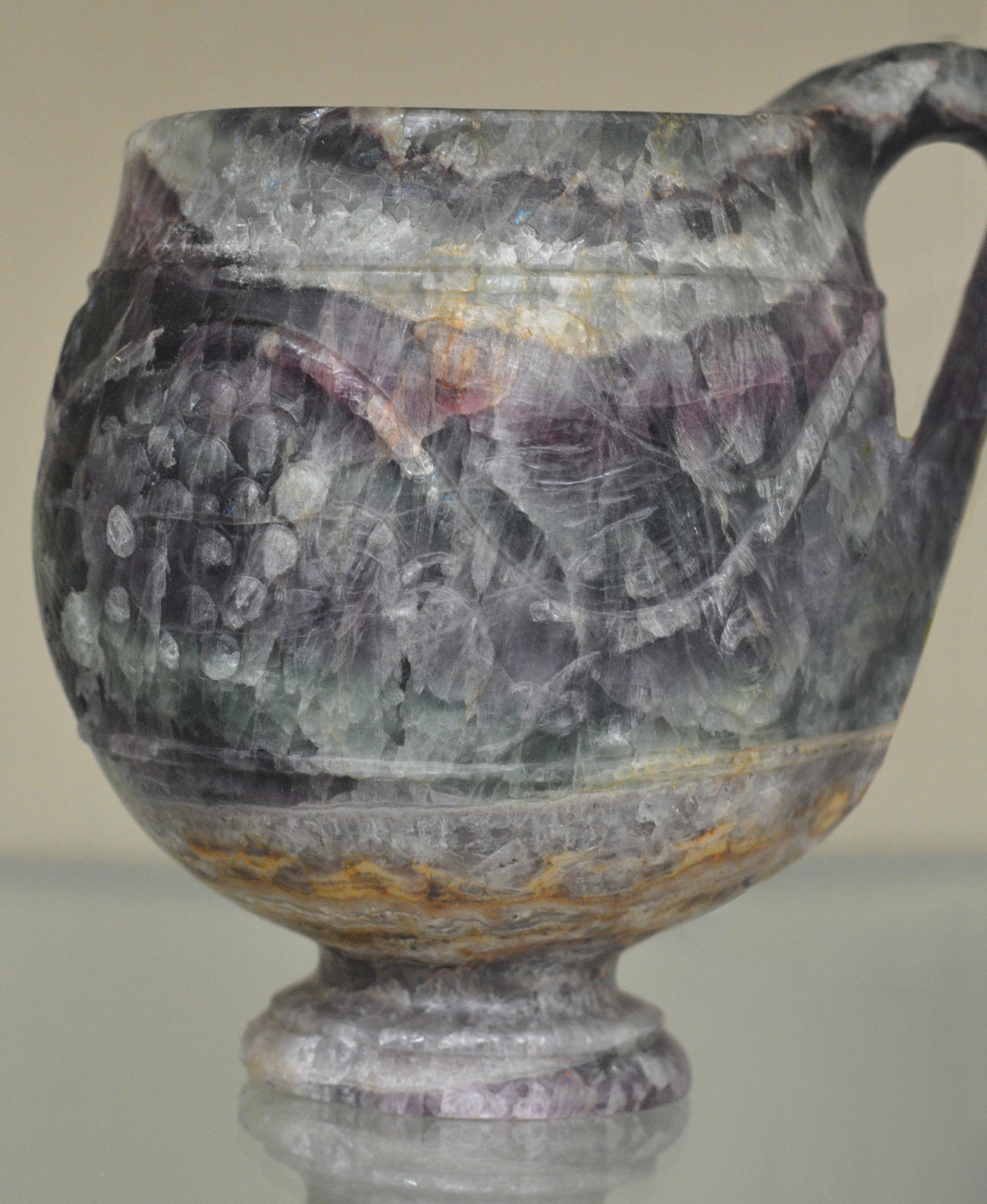
Vasija romana tallada en fluorita bandeada, conocida como Barber Cup, expuesta en el Museo Británico, Londres.

Los colores variados e intensos y los aspectos morfológicos de la fluorita (cristales, bandeados) la han hecho admirada y utilizada por sus valores estéticos al menos desde época romana. La fluorita con bandeados de colores  se conocía ya en época romana, utilizándose para tallar en ella vasijas y otros objetos ornamentales. Plinio el Viejo da a esta fluorita bandeada el nombre de murrhina, señalando su uso como material decorativo. Se conservan en algunos museos notables ejemplos de obras de arte de esa época realizadas en fluorita. El origen del material no está claro, aunque al parecer procedía de la zona de Partia. Aunque los romanos explotaron las minas de plomo de Derbyshire, en Gran Bretaña, no parece que encontraran los yacimientos de fluorita bandeada de las cuevas de Blue John y de Treak Cliff, en Castleton.

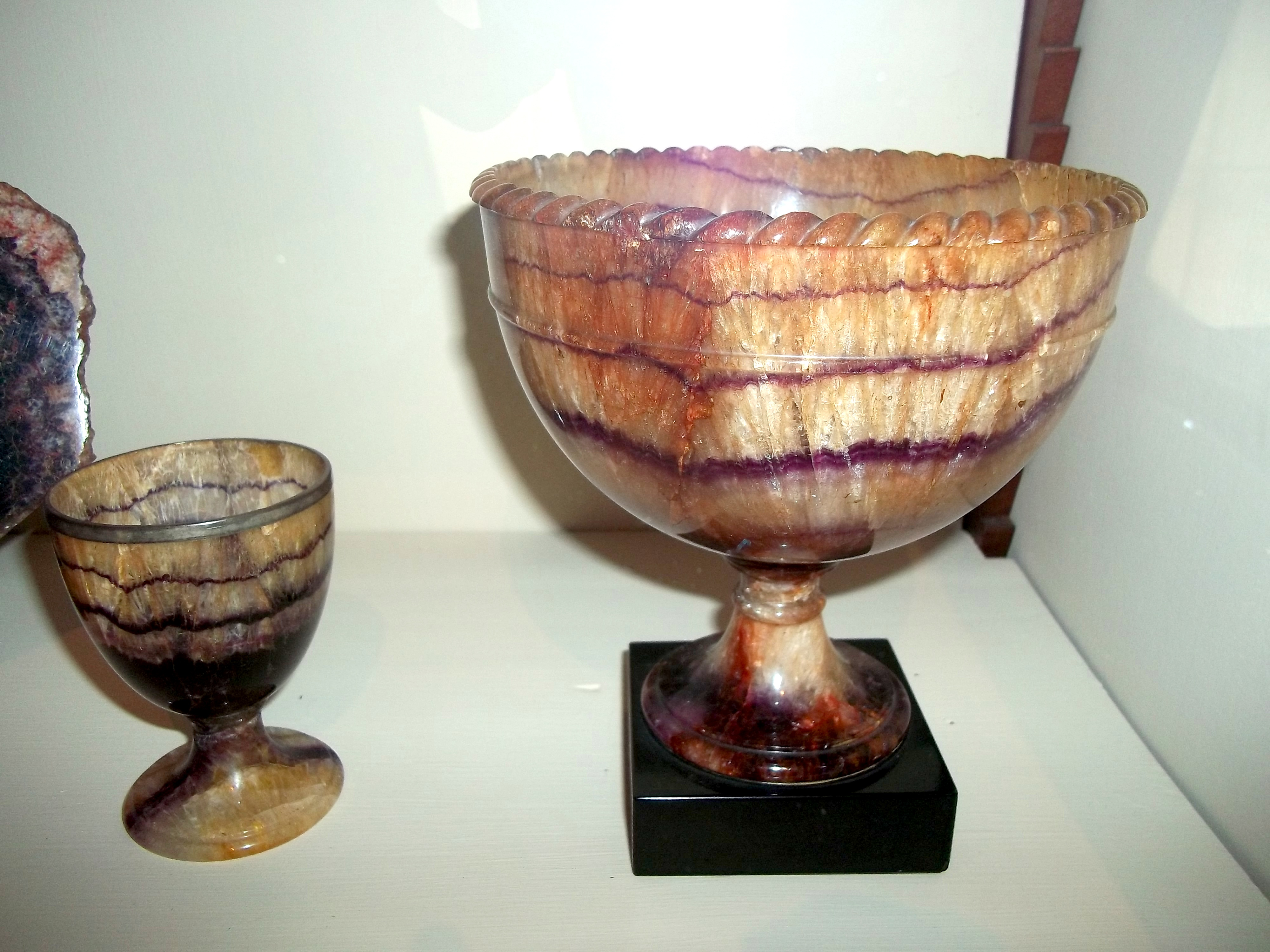
Vasos de fluorita Blue John, parte de la colección de Georgiana Cavendish, Duquesa de Devonshire in Chatsworth House.

A mediados del siglo XVIII la fluorita bandeada de estas localidades se puso de moda como material ornamental, con el nombre de Blue John. El origen de este nombre no se conoce con seguridad, pero podría proceder del francés bleu-jaune, por la combinación habitual de los colores del mineral con el del metal dorado.
Es España existen varios yacimientos de fluorita conocidos internacionalmente por la calidad de los ejemplares que han proporcionado, situados en las zonas de Ribadesella-Caravia, La Collada y  Villabona-Arlós  (Asturias); en La Cardenchosa (Córdoba) y en San Cugat del Vallés (Barcelona).

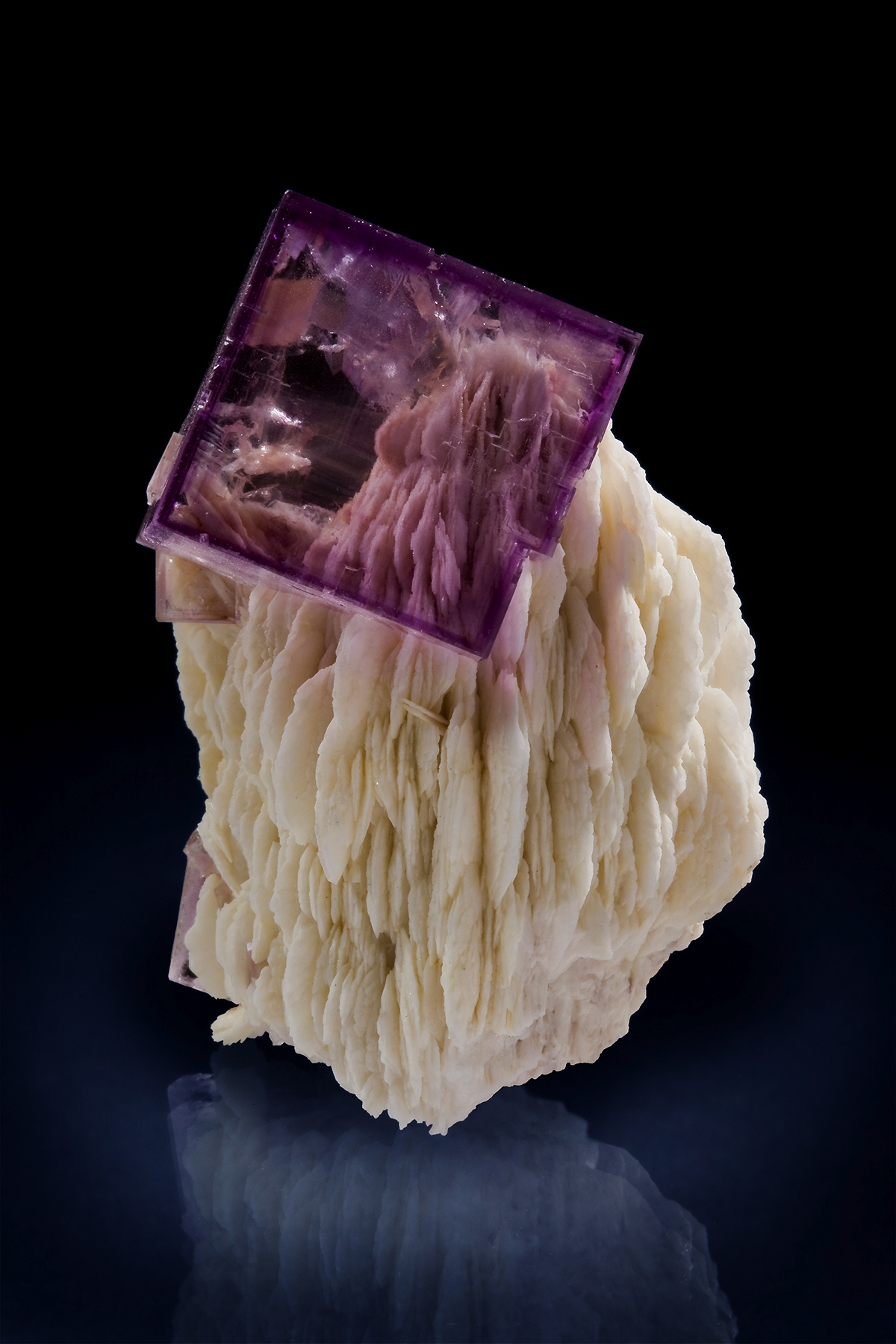
Fluorita sobre baritina procedente de la mina de Berbes, Ribadesella, Asturias (España). Tamaño del cristal de fluorita, 2,2 cm. Colección y fotografía de Robert Lavinsky

En la zona de Ribadesella, el yacimiento más conocido se encuentra próximo al pueblo de Berbes, en el extremo W de la Playa de Vega. Incluye las antiguas explotaciones de la mina María, y un conjunto importante de labores informales realizadas por coleccionistas de minerales en las zonas conocidas como La Cabaña, Cueto del Aspa y El Frondil. la fluorita aparece como cristales cúbicos, a veces con modificaciones de dodecaedro, que puedan alcanzar un tamaño de hasta 10 cm de arista, con crecimientos en mosaico y zonados internos, casi siempre de color violeta de distintos tonos, desde el muy oscuro al muy pálido. Está asociada a agregados hojosos de baritina, a cuarzo y con menos frecuencia a calcita. Otro yacimiento importante es la mina Emilio, en Loroñe, Colunga, que comenzó a explotarse en 1985. Los cristales de fluorita de este yacimiento son habitualmente incoloros y transparentes, y ocasionalmente de color azul muy pálido. Pueden alcanzar los 10 cm de arista, tienen el cubo como figura dominante, pero con frecuencia presentan modificaciones muy complejas en vértices y aristas. Es también notable la presencia de inclusiones de microcristales de sulfuros, como pirita, calcopirita, esfalerita y cinabrio.
En la zona de Villabona-Arlós se encuentra la mina Moscona, en actividad (año 2019) y la principal productora de fluorita de España. La fluorita se encuentra rellenando cavidades en una brecha del Pérmico, por lo que son muy frecuentes los tapices de cristales en crecimiento libre. La fluorita de esta localidad es casi siempre de color amarillo, con escasísimos ejemplares de color violeta o con zonados de ambos colores. Los cristales, de un tamaño de hasta 3 cm de arista, son siempre cúbicos, sin modificaciones de otras formas. Está asociada a cristales de calcita y de baritina de tamaño grande (hasta 10 cm), y con menor frecuencia, a cristales de dolomita y de sulfuros, de tamaño milimétrico.
Con menor importancia como yacimientos o como ganga de menas metálicas se encuentra fluorita en Picos de Europa (Asturias, León y Cantabria). En Cataluña son yacimientos de interés los de Anglés, Montseny, y Ulldemolins. En Andalucía fueron importantes también los yacimientos explotados en Cerro Muriano, Villaviciosa de Córdoba (Córdoba), en las minas "Gloria", en Hornachuelos (Córdoba), y en la Sierra de Gádor (Almería). En esta última zona , la fluorita se conocía como sal de lobo, o piedra indidiana cuando presentaba bandas alternadas blancas y negras, y su presencia se consideraba un buen indicio en la búsqueda de galena argentífera en el siglo XIX, cuando la fluorita prácticamente carecía de valor. En Sallent de Gállego (Huesca) estuvo en explotación un yacimiento relativamente pequeño, pero que proporcionaba fluorita de calidad óptica. Con material de esta procedencia, la empresa Société pour la Realisation et l’Etude des Monocristaux fabricó en 1990 una ventana de fluorita de un metro de diámetro para el detector de radiación de  Cherenkov de la Organización Europea para la Investigación Nuclear (CERN).
En los Alpes, tanto en la vertiente francesa (Chamonix) como suiza (Tesino) la fluorita ha sido recogida como mineral de colección desde hace varios siglos. En 1791, Marc Auguste Pictet los dio a conocer al mundo científico en una reunión de la Sociedad de Física y de Historia Natural de Ginebra. Los ejemplares más característicos están formados por cristales octaédricos de color rosa, hasta casi rojo, traslúcidos, que pueden alcanzar tamaños de varios centímetros. El color de estas fluoritas se atribuye a centros de color formados por la agrupación de un ion Y3+ asociado a un ion de O3-2 (formado por acción de la radiación),  agrupación que ocuparía en la red la posición de un átomo de calcio. Este tipo de centro de color es bastante resistente al calor y a la luz. Los ejemplares de fluorita alpina más apreciados son aquellos en los que la fluorita aparece asociada a cristales de cuarzo ahumado. Un ejemplar de este tipo, descubierto el 21 de julio de 2006 en las Aiguilles Vertes, en el Macizo del Montblanc, fue declarado por el estado francés bien cultural de especial interés patrimonial (el primer ejemplar mineral con esta calificación), adquirido por la Fundación Total en 250.000 euros y donado por ella al Museo Nacional de Ciencias Naturales de París.

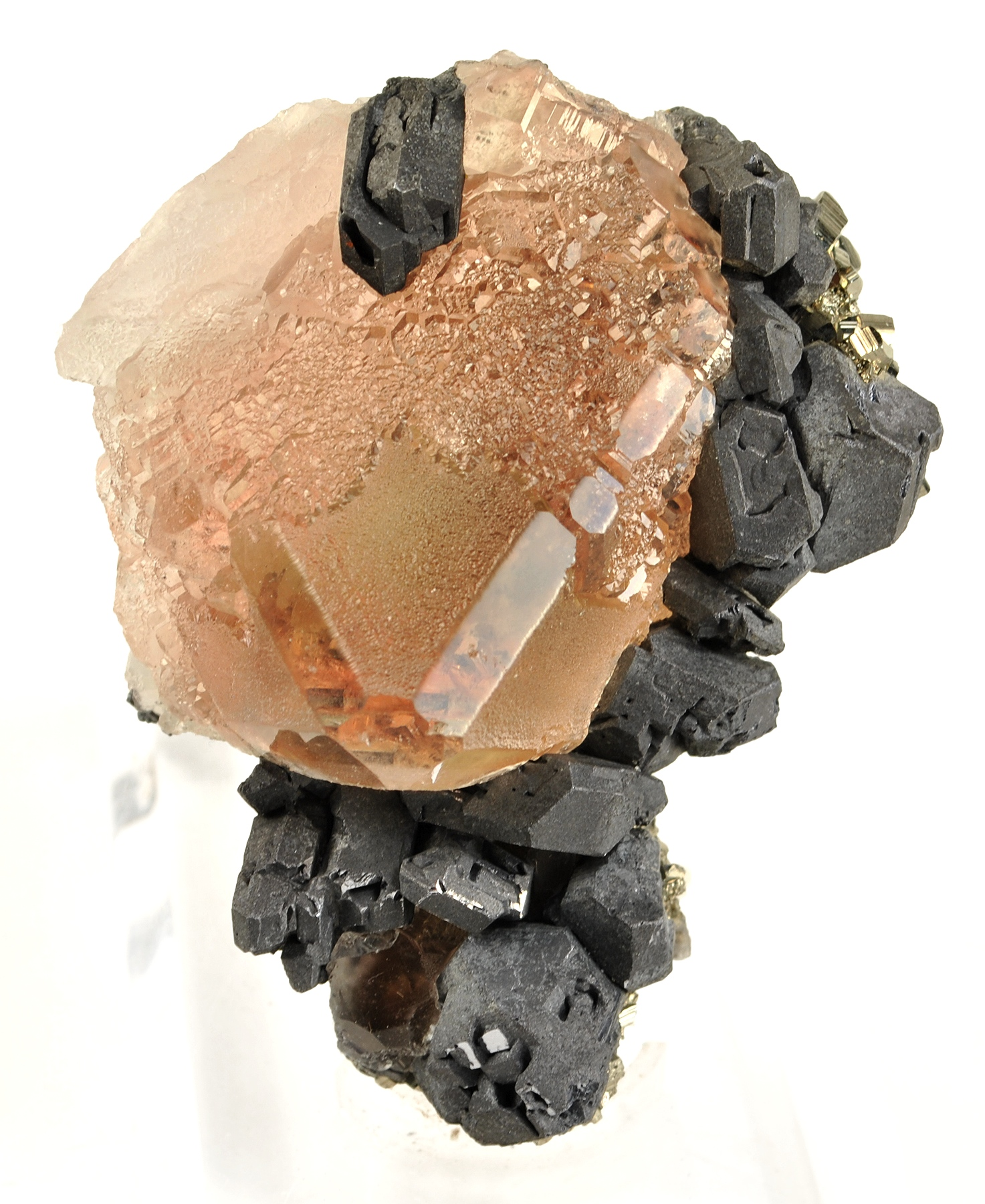
Fluorita de color rosa asociada a cristales de galena, Mina de Huanzala (Perú). Ejemplar, 7,4 cm. Foto Robert M. Lavinsky. El cristal está formado por el octaedro como figura dominante modificado por el cubo y el rombododecaedro

En Perú, los ejemplares de fluorita más notables se han obtenido en la mina de Huanzala, en Huallanca, Áncash. Son característicos los ejemplares con cristales octaédricos de color rosa, transparentes, que pueden superar los 6 cm, asociados habitualmente a galena, pirita y a otros sulfuros. También aparecen cristales complejos, formados por la combinación de cubo, octaedro y dodecaedro, de color verde pálido.

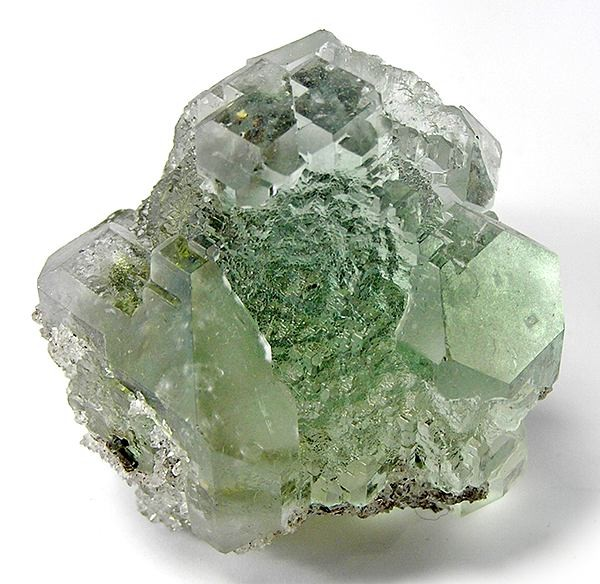
Fluorita. Cristales combinación de cubo y octaedro, procedentes de la mina de Naica, Naica, Municipio de Saucillo, Chihuahua, México. Foto de Robert M. Lavinsky

En México, la gran mina de las Cuevas ha proporcionado pocos ejemplares significativos, pero en cambio la segunda zona en importancia en cuanto a producción industrial, el distrito de Muaquiz, en el estado de Cohauila, si ha proporcionado ejemplares con cristales cúbicos de color violeta de un tamaño de varios centímetros. Sin embargo, los mejores ejemplares no proceden de minas de fluorita, sino de las minas de minerales metálicos de Naica, en Chuihuahua, donde se han encontrado cristales de hasta 20 cm, aunque usualmente no sobrepasan los 4 cm, formados por la combinación de cubo y octaedro.

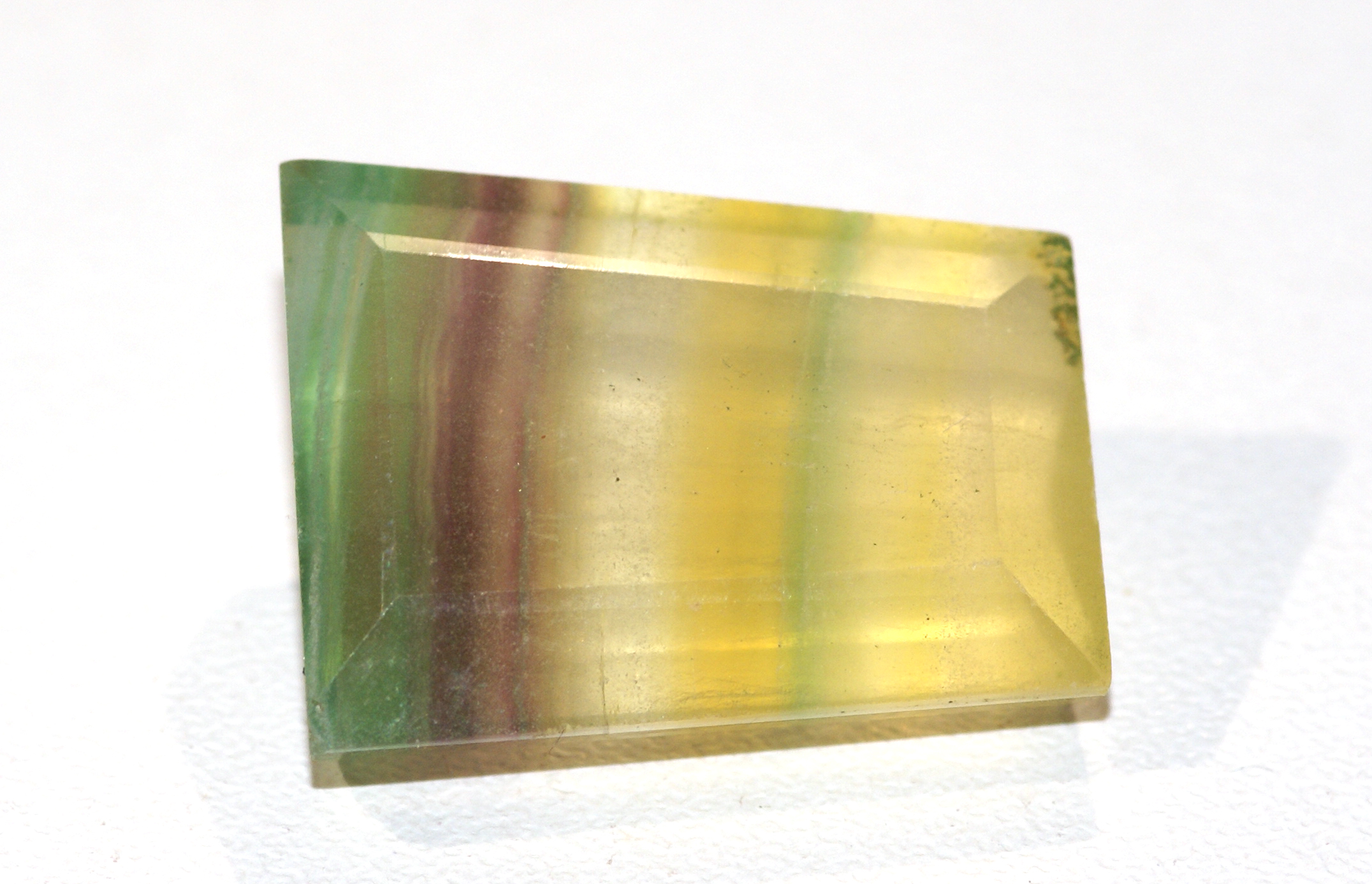
Fluorita tallada en facetas. Argentina. Foto Didier Descuens

En Argentina, es muy conocida la fluorita bandeada, con zonados concéntricos  de color violeta, verde amarillo y blanco, procedente de las minas Buenaventura, La Blanca y La Nueva, en Cabalango, Valle de Punilla,  Punilla,  Córdoba, que se utiliza para tallar gemas y objetos ornamentales. También en el Departamento de Punilla, se encuentran cristales de color violeta, de varios centímetros de arista, en las minas de la zona de Laguna Brava.